# St. Nikolaus (Judenbach)

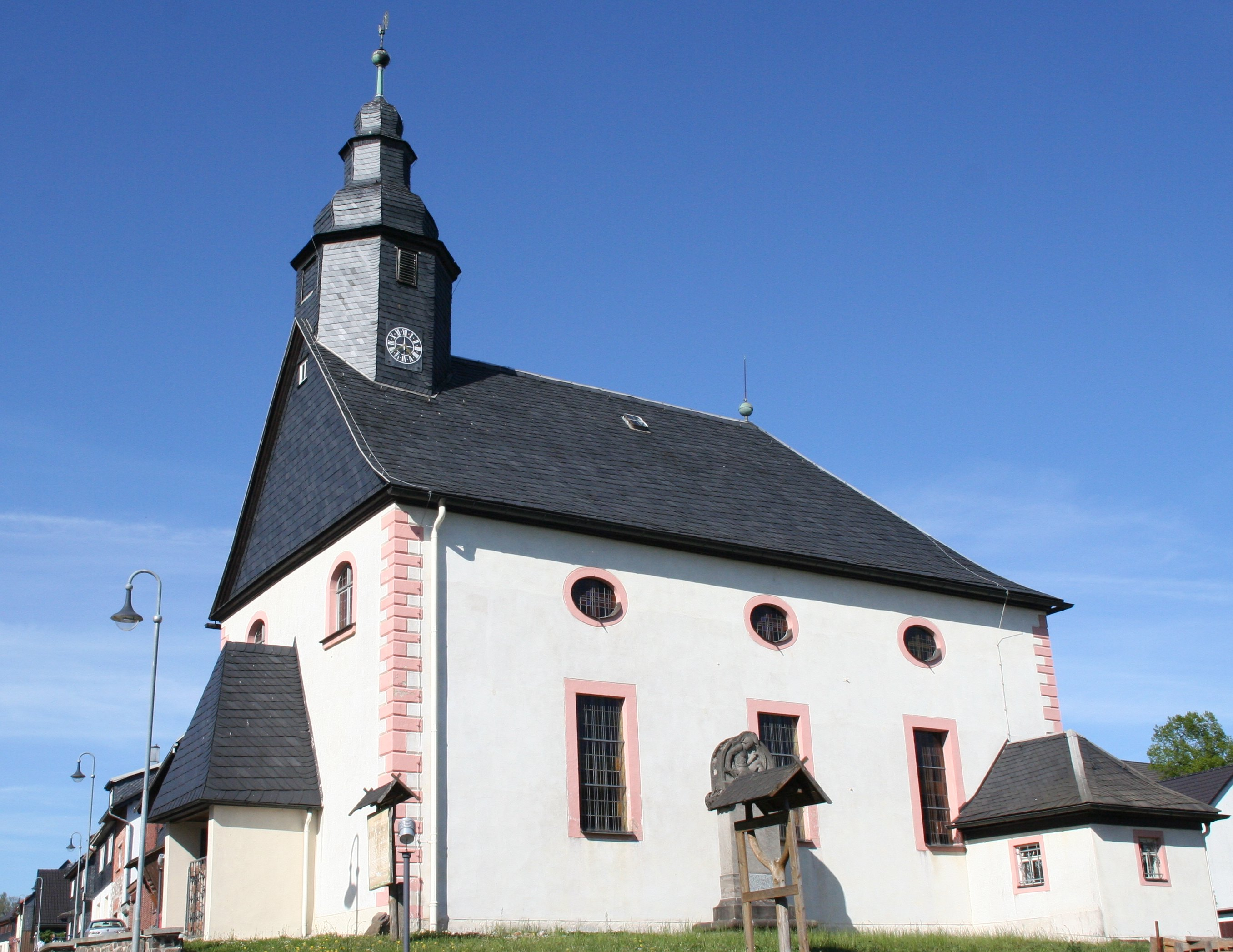
St. Nikolaus in Judenbach

Die evangelisch-lutherische Kirche St. Nikolaus steht in Judenbach im Landkreis Sonneberg in Thüringen.

## Baugeschichte
An der alten Handelsstraße, die über den Höhenrücken bei Judenbach und den nördlich gelegenen Sattelpass führte und das obere Maintal mit dem Gebiet um Saalfeld verband, gab es im späten Mittelalter eine Kapelle, die nach einer handschriftlichen Chronik aus dem 18. Jahrhundert, im Jahr 1455 zu einer Kirche ausgebaut wurde. Geweiht ist das Gotteshaus dem heiligen Nikolaus von Myra, dem Schutzheiligen der Kaufleute. Belegt ist die Kirche als Filialkirche der Pfarrei Oberlind im Jahr 1529, die 1674 eigenständige Pfarrei wurde. Zum Sprengel gehörten Neuenbau, Sattelpass, Hohenofen, Blechhammer und das Siechenhaus bei Hüttensteinach. Das heutige Gotteshaus entstand in seinem Kern 1705. Größere Instandsetzungen erfolgten 1883/84.
Zehn Jahre später wurden nach Plänen des Sonnebergers Architekten Adolf Meurers Umbaumaßnahmen durchgeführt. Das Treppenhaus zur Empore wurde durch ein Neues und geräumiges ersetzt, die Orgel vom östlichen Chorraum auf die westliche Empore versetzt, der Altar und die Kanzel in den nun wesentlich geräumigeren Altarraum verlegt und das Innere neu gefasst. Die neue Einweihung war am 11. August 1895.
Im Rahmen einer Restaurierung stellte 1966 der Restaurator Hermann Müller aus Plauen farblich eine barocke Gestaltung wieder her, wobei die Ausmalung der Decke, der Wände und des Altarraumes weiß überstrichen wurde. Der Eingang wurde mit einem Windfanganbau neu gestaltet.

## Architektur
Die denkmalgeschützte, schlichte Saalkirche hat an den Längsseiten jeweils drei rechteckige Fenster und darüber angeordnete elliptische Fenster. Den oberen Abschluss bildet ein Halbwalmdach mit einem achteckigen Giebelturm und Welscher Haube an der westlichen Seite. Der Innenraum wird von einem Tonnengewölbe überspannt. An drei Seiten steht eine zweigeschossige Empore.

## Ausstattung
Das Holzschnitzwerk des Taufengels und der Kanzel stammt aus den Jahren 1707/08 und wurde von dem Coburger Bildhauer Georg Kaufmann geschaffen sowie 1717 von dem Sonneberger Kunstmaler Michael Naundorf farblich gefasst. Die Kanzelsäule ist als Palme gestaltet. Den Kanzelkorb verzieren fünf Figuren, die Christus und die vier Evangelisten darstellen. Der Schalldeckel hat die Form eines Kurfürstenhutes mit einem Kreuz darüber und der Taube darunter und wird von zwei Engelfiguren, die auf der Kanzelbrüstung stehen, getragen.
Die Ausmalung der 40 Emporenfelder mit Szenen der Heilsgeschichte erfolgte 1730 durch Michael Naundorf. Die Glasmalerei in der Altarwand entstand 1961/62. Im Glockenturm hängen drei Glocken, eine Bronzeglocke um 1500 gegossen, eine Bronzeglocke aus dem Jahr 1964 und eine Eisenhartgussglocke aus dem Jahr 1957. Das Uhr- und Schlagwerk wurde im 19. Jahrhundert gebaut. Die Orgel mit ihrem spätbarocken Prospekt stammt aus dem Jahr 1729. Sie hat 816 Pfeifen wurde 2003/2004 durch die Werkstatt für Orgelbau Wieland Rühle in Moritzburg rekonstruiert bzw. restauriert.